# メタマジック・ゲーム
メタマジック・ゲーム（原題：Metamagical Themas）は、ダグラス・ホフスタッターの著書であり、1980年代初頭に通俗科学雑誌『サイエンティフィック・アメリカン』に寄稿した記事を集めた選集である。1985年にベーシックブックス社から出版された。

## 概要
記事に対する反応や内容に関連した情報などのメモも多く含まれた大著であり、その中には、ミームの研究であるミーム学を示唆する65ページのメモもある。
主なテーマとしては、ミーム・言語・芸術・論理における自己言及、認知科学・AIにおいて重要な哲学的問題の議論、類推と何が何かに似ているのか（具体的には、例えば大文字の「A」はなぜそのように認識されるのか）、ロバート・アクセルロッドの囚人のジレンマに関する研究、超合理性の概念についての長い議論などがある。
超合理性の概念と冷戦や環境問題などとの関連性については、著者が当時行った実験のメモが添えられている。もう一つの特徴は、『ゲーデル、エッシャー、バッハ』に出てくるような対話スタイルの記事が2つ入っていることである。アンビグラムについても触れられている。
プログラミング言語LISPを中心とした記事が3本ある。ホフスタッターはまず言語そのものを詳しく説明し、次にそれがゲーデルの不完全性定理とどのように関係しているかを示している。また、ルービックキューブなどのパズルに関する記事が2つあり、他にも多くのトピックが紹介されているが、いずれもホフスタッターがいつも行うような簡単で親しみやすいスタイルで書かれている。多くの章の冒頭には、非常に抽象的なアルファベットが描かれているが、ゲシュタルト心理学的にはそれとわかるようになっている。
このコラムで「ノミック」というゲームが初めて紹介されたのは1982年6月のことで、このゲームの生みの親であるピーター・サバーの著書（当時はまだ未発表）からの抜粋が掲載され、議論が始まったばかりのことだった。
この本の索引には、ホフスタッターの本に何度も登場する本人の分身、エグバート・B・ゲブスタッターのことが書かれている。

## 掲載されたコラムの一覧
『サイエンティフィック・アメリカン』誌には、1957年1月からマーティン・ガードナーのコラム"Mathematical Games"（日本語訳「数学ゲーム」）が毎月掲載されていた。1980年12月をもってガードナーのコラムの連載が終了し、1981年1月からホフスタッターがコラム執筆を引き継いだ。それが"Metamagical Themas"であり、このタイトルは"Mathematical Games"のアナグラムになっている。1981年中は隔月で掲載され、1982年1月からは毎月掲載となり、1983年7月に終了した。
| 掲載年月   | タイトル                                                                            |
| ---------- | ----------------------------------------------------------------------------------- |
| 1981年1月  | An anagrammatic title introduces a new contributor to this column                   |
| 1981年3月  | The Magic Cube's cubies are twiddled by cubists and solved by cubemeisters          |
| 1981年5月  | A coffeehouse conversation on the Turing test to determine if a machine can think   |
| 1981年7月  | Pitfalls of the uncertainty principle and paradoxes of quantum mechanics            |
| 1981年9月  | How might analogy, the core of human thinking, be understood by computers?          |
| 1981年11月 | Strange attractors: mathematical patterns delicately poised between order and chaos |
| 1982年1月  | A self-referential column about last January's column about self-reference          |
| 1982年2月  | About two kinds of inquiry: "National Enquirer" and "The Skeptical Inquirer"        |
| 1982年3月  | Is the genetic code an arbitrary one, or would another code work as well?           |
| 1982年4月  | The music of Frédéric Chopin: startling aural patterns that also startle the eye    |
| 1982年5月  | Number numbness, or why innumeracy may be just as dangerous as illiteracy           |
| 1982年6月  | About Nomic: a heroic game that explores the reflexivity of the law                 |
| 1982年7月  | Beyond Rubik's Cube: spheres, pyramids, dodecahedrons and God knows what else       |
| 1982年8月  | Undercut, Flaunt, Hruska, behavioral evolution and other games of strategy          |
| 1982年9月  | Can inspiration be mechanized?                                                      |
| 1982年10月 | Variations on a theme as the essence of imagination                                 |
| 1982年11月 | "Default assumptions" and their effects on writing and thinking                     |
| 1982年12月 | Sense makes more sense than nonsense, but nonsense5月 still have its purposes       |
| 1983年1月  | Virus-like sentences and self-replicating structures                                |
| 1983年2月  | The pleasures of Lisp: the chosen language of artificial intelligence               |
| 1983年3月  | Tripping the light recursive in Lisp, the language of artificial intelligence       |
| 1983年4月  | In which a discourse on the language Lisp concludes with a gargantuan Italian feast |
| 1983年5月  | Computer tournaments of the Prisoner's Dilemma suggest how cooperation evolves      |
| 1983年6月  | The calculus of cooperation is tested through a lottery                             |
| 1983年7月  | Parquet deformations: patterns of tiles that shift gradually in one dimension       |

## フランス語版
フランス語版はMa Thémagieというタイトルで、1988年にInterEditions社から発行された。翻訳者はJean-Baptiste Berthelin、Jean-Luc Bonnetain、Lise Rosenbaumの3人である。
タイトルをそのままフランス語に訳すと言葉遊びが失われるため、別の言葉に置き換えられた。Ma Thémagieを直訳すると「私のThémagie（テマジー）」となる。"Thémagie"という言葉は造語であるが、全体で"maths et magie"（数学とマジック）と読めるようにしている。翻訳者は、Le Matin des Magiciens（魔術師たちの夜明け）とJeux malins des mathématiciens（数学者たちの巧妙なトリック）をもじったLe matin des métamagiciens（メタマジシャンたちの夜明け）というタイトルを考えていたが、出版社はその案は凝りすぎだと判断したという。

## 日本語版
日本語版は『メタマジック・ゲーム――科学と芸術のジグソーパズル』というタイトルで、1990年に白揚社から発行された。翻訳者は竹内郁雄、斉藤康己、片桐恭弘である。

## 反応
デヴィッド・ラングフォードは『ホワイトドワーフ』誌の#88でこの本を評し、「コンピュータ、アート、数学、哲学、ジョーク、そして何よりもゲームの頭脳的な混合物」と述べている。

## 書籍情報
- 『メタマジック・ゲーム――科学と芸術のジグソーパズル』竹内郁雄・斉藤康己・片桐恭弘訳、白揚社、1990年9月。ISBN 4-8269-0043-0。
- 『メタマジック・ゲーム――科学と芸術のジグソーパズル』竹内郁雄・斉藤康己・片桐恭弘訳（新装版）、白揚社、2005年10月。ISBN 4-8269-0126-7。